# Roque Perales
Compositor del qual es conserven les següents obres a l'arxiu de la catedral de Sogorb:
- Miserere, 3V, org.
- Miserere, 3V, org. (ER)
- Santa Maria, 3V, org. (ER)
- Corramos fervosos, 3V (ER)
- Pues de Dios, órg. (ER)